# Hookeria quadrifaria
Hookeria quadrifaria là một loài Rêu trong họ Hookeriaceae. Loài này được Sm. mô tả khoa học đầu tiên năm 1808.